# Kjell Åke Modéer

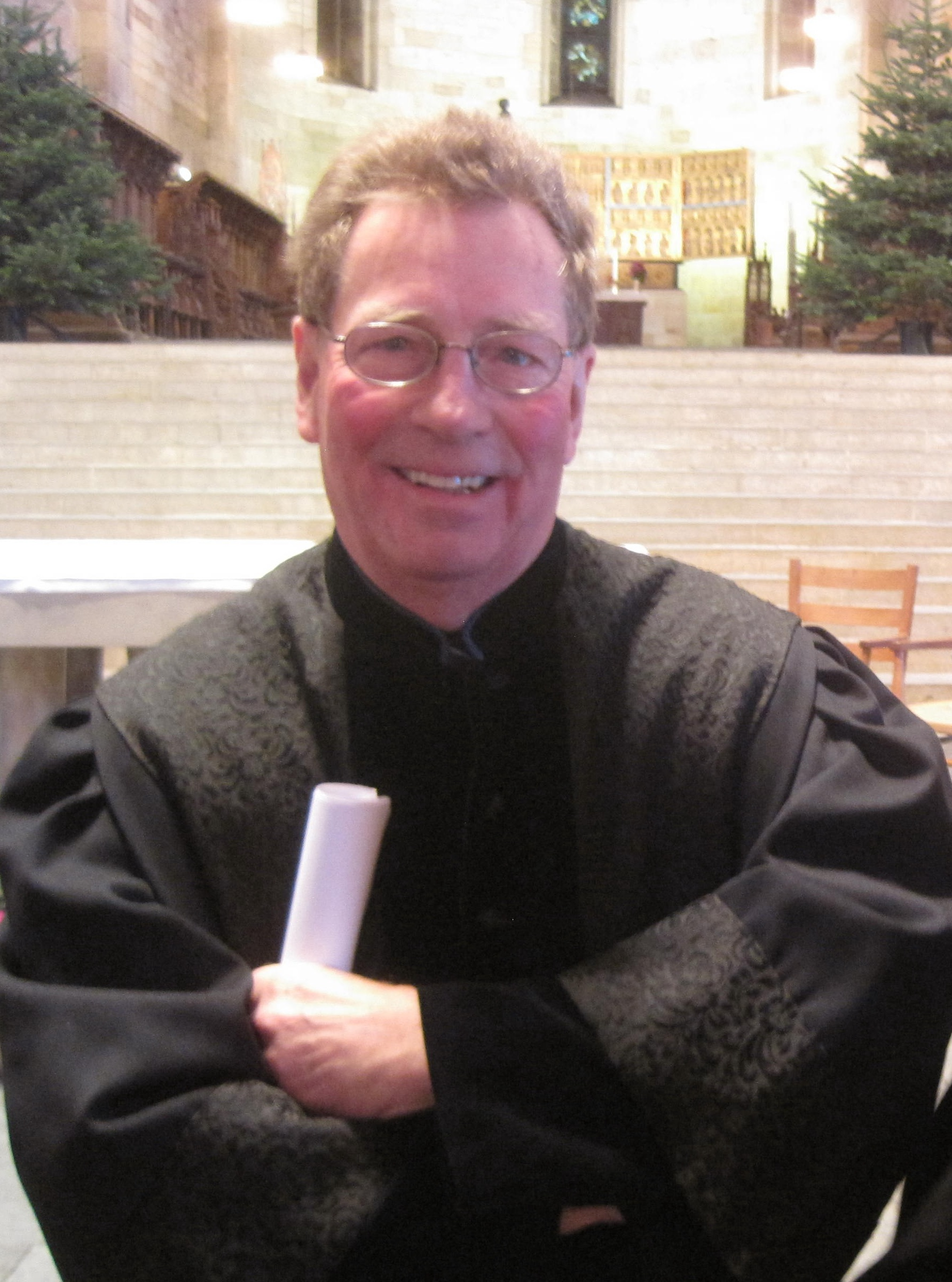
Kjell Åke Modéer iförd talar i samband med ett universitetshistoriskt arrangemang i Lunds domkyrka december 2012.

Kjell Åke Otto Modéer, född 12 november 1939 i Malmö, är en svensk jurist, professor emeritus i rättshistoria vid Lunds universitet.
Modéer blev juris kandidat 1966, juris licentiat 1970 och juris doktor i Lund 1975. Han var verksam som advokat i Malmö 1971–1978. Modéer var docent i rättshistoria vid Lunds universitet 1976–1978 och utnämndes 1978 till professor i samma ämne. Åren 2005–2008 innehade han den särskilda "Torsten och Ragnar Söderbergs stiftelsers professur till Samuel Pufendorfs minne". Han var dekanus för juridiska fakulteten i Lund 1980–1983 och universitetets prorektor 1983–1989.
År 2000 utsågs han till rätts- och statsvetenskaplig hedersdoktor vid Greifswalds universitet. För sina "djupa insikter i förbindelserna mellan rättens teori och praxis å ena sidan och kristendomens (och även islams) historia och teologiska tänkande å den andra" utsågs han därtill 2004 till teologie hedersdoktor vid Lunds universitet. Han har bl.a. varit ledamot av 2008 års tystnadspliktsutredning, som inskärpte att prästs tystnadsplikt i Svenska kyrkan är absolut och som ligger till grund för kyrkoordningens nuvarande regelverk
Modéer var kurator på Malmö nation i Lund 1964 och inspektor för samma nation 1991–2004. Han var ordförande för Akademiska Föreningen 1983–1988. Hans näsa finns avgjuten som nr 17 i Nasoteket. Han har varit ordförande för Einar Hansens forskningsfond och Sällskapet Lundajuristerna. Modéer var ordförande för Malmö fornminnesförening 1978–1990.

## Utmärkelser, ledamotskap och priser
- Officer av Förbundsrepubliken Tysklands förtjänstorden (OffTyRFO 2007)
- Ledamot av Kungliga Samfundet för utgivande av handskrifter rörande Skandinaviens historia (LSkS)
- Ledamot av Kungliga Humanistiska Vetenskapssamfundet i Lund (LLHS)
- Ledamot av Vetenskapssocieteten i Lund (LVSL, 1981)[3]
- Ledamot av Wissenschaftliche Gesellschaft i Frankfurt